# Sticker (album)
Sticker – trzeci album studyjny NCT 127 – podgrupy południowokoreańskiego boysbandu NCT. Ukazał się 17 września 2021 roku, był dystrybuowany przez Dreamus w Korei Południowej. Płytę promował singel „Sticker”.
Repackage albumu, zatytułowany Favorite, ukazał się 25 października 2021 roku. Zawierał trzy nowe utwory, w tym główny singel „Favorite (Vampire)”.

## Lista utworów

### Sticker
| CD  | CD                                     | CD                                                   | CD | CD                                      | CD      |
| Nr  | Tytuł utworu                           | Tekst                                                | Kompozycja                                                                                                 | Aranżacja                               | Długość |
| --- | -------------------------------------- | ---------------------------------------------------- | --- | --------------------------------------- | ------- |
| 1.  | „Sticker”                              | Yoo Young-jin, Taeyong, Mark                         | Yoo Young-jin, Dem Jointz, Calixte, Prince Chapelle, Ryan S. Jhun                                          | Yoo Young-jin, Dem Jointz, Ryan S. Jhun | 3:47    |
| 2.  | „Lemonade”                             | Han Yeo-reum (Joombas), Teuru (Joombas)              | Charles „Rokman” Rhodes, Benji Bae                                                                         | Rokman                                  | 3:10    |
| 3.  | „Breakfast”                            | Jeong Ha-ri (Joombas)                                | Simon Petrén, Andreas Öberg, Ninos Hanna                                                                   | Simon Petrén                            | 3:32    |
| 4.  | „Focus” (kor. 같은 시선)               | Lee Chang-hyeok                                      | Jaicko Lawrence, Oluwayomi Emmanuel Oredein, Darius Michael Bryant, Otha „Vaskeen” Davis III, Ryan S. Jhun | Droyd, LES Alliance, Ryan S. Jhun       | 3:24    |
| 5.  | „The Rainy Night” (kor. 내일의 나에게) | Jung Yoon-hwa, Seo Hye-ri                            | Softserveboy, Sqvare, Hwan Yang, Ryan S. Jhun                                                              | Ryan S. Jhun, Hwan Yang                 | 3:19    |
| 6.  | „Far”                                  | Sahara (Joombas)                                     | Alexander Karlsson (JeL), Alexej Viktorovitch (JeL), Alex Nese                                             | JeL                                     | 3:36    |
| 7.  | „Bring the Noize”                      | Kim Boo-min                                          | sokodomo, Hitchhiker, Kim Boo-min, Aventurina King, John Fulford                                           | Hitchhiker                              | 3:42    |
| 8.  | „Magic Carpet Ride”                    | Jo Yoon-kyung                                        | Harvey Mason Jr., Patrick „J. Que” Smith, Britt Burton, Dewain Whitmore                                    | Harvey Mason Jr.                        | 3:38    |
| 9.  | „Road Trip”                            | Le’mon (Joombas), Ellie Suh (Joombas), San (Vendors) | Erik Lidbom, MLC                                                                                           | Erik Lidbom                             | 3:35    |
| 10. | „Dreamer”                              | Baek Geum-min                                        | Mich Hansen, Daniel Davidsen (PhD), Peter Wallevik (PhD), Boy Matthews, Asia Whiteacre                     | Cutfather, PhD                          | 3:29    |
| 11. | „Promise You” (kor. 다시 만나는 날)    | ZNEE (Joombas), Rick Bridges                         | Noah Conrad, Roland „Rollo” Spreckley, Tony Ferrari, Ryan Linvill                                          | Noah Conrad, Ryan Linvill               | 3:31    |

### Favorite
| CD  | CD                                     | CD                                                   | CD | CD                                      | CD      |
| Nr  | Tytuł utworu                           | Tekst                                                | Kompozycja                                                                                                 | Aranżacja                               | Długość |
| --- | -------------------------------------- | ---------------------------------------------------- | --- | --------------------------------------- | ------- |
| 1.  | „Favorite (Vampire)”                   | Kenzie                                               | Kenzie, Rodney „Darkchild” Jerkins, Rodnae „Chikk” Bell                                                    | Kenzie, Rodney „Darkchild” Jerkins      | 3:36    |
| 2.  | „Sticker”                              | Yoo Young-jin, Taeyong, Mark                         | Yoo Young-jin, Dem Jointz, Calixte, Prince Chapelle, Ryan S. Jhun,                                         | Yoo Young-jin, Dem Jointz, Ryan S. Jhun | 3:47    |
| 3.  | „Love on the Floor”                    | Ku Tae-woo                                           | Michael Jiminez, Jeremy „Tay” Jasper, Dylan Huling, Timothy „BOS” Bullock, Hautboi Rich                    | Timothy „BOS” Bullock                   | 3:38    |
| 4.  | „Lemonade”                             | Han Yeo-reum (Joombas), Teuru (Joombas)              | Charles „Rokman” Rhodes, Benji Bae                                                                         | Rokman                                  | 3:10    |
| 5.  | „Breakfast”                            | Jeong Ha-ri (Joombas)                                | Simon Petrén, Andreas Öberg, Ninos Hanna                                                                   | Simon Petrén                            | 3:32    |
| 6.  | „Pilot”                                | minGtion, JUNNY                                      | minGtion, JUNNY                                                                                            | minGtion                                | 3:29    |
| 7.  | „Focus” (kor. 같은 시선)               | Lee Chang-hyeok                                      | Jaicko Lawrence, Oluwayomi Emmanuel Oredein, Darius Michael Bryant, Otha „Vaskeen” Davis III, Ryan S. Jhun | Droyd, LES Alliance, Ryan S. Jhun       | 3:24    |
| 8.  | „The Rainy Night” (kor. 내일의 나에게) | Jung Yoon-hwa, Seo Hye-ri                            | Softserveboy, Sqvare, Hwan Yang, Ryan S. Jhun                                                              | Ryan S. Jhun, Hwan Yang                 | 3:19    |
| 9.  | „Far”                                  | Sahara (Joombas)                                     | Alexander Karlsson (JeL), Alexej Viktorovitch (JeL), Alex Nese                                             | JeL                                     | 3:36    |
| 10. | „Bring the Noize”                      | Kim Boo-min                                          | sokodomo, Hitchhiker, Kim Boo-min, Aventurina King, John Fulford                                           | Hitchhiker                              | 3:42    |
| 11. | „Magic Carpet Ride”                    | Jo Yoon-kyung                                        | Harvey Mason Jr., Patrick „J. Que” Smith, Britt Burton, Dewain Whitmore                                    | Harvey Mason Jr.                        | 3:38    |
| 12. | „Road Trip”                            | Le’mon (Joombas), Ellie Suh (Joombas), San (Vendors) | Erik Lidbom, MLC                                                                                           | Erik Lidbom                             | 3:35    |
| 13. | „Dreamer”                              | Baek Geum-min                                        | Mich Hansen, Daniel Davidsen (PhD), Peter Wallevik (PhD), Boy Matthews, Asia Whiteacre                     | Cutfather, PhD                          | 3:29    |
| 14. | „Promise You” (kor. 다시 만나는 날)    | ZNEE (Joombas), Rick Bridges                         | Noah Conrad, Roland „Rollo” Spreckley, Tony Ferrari, Ryan Linvill                                          | Noah Conrad, Ryan Linvill               | 3:31    |

## Notowania
| Lista                                    | Pozycja | Pozycja  |
| Lista                                    | Sticker | Favorite |
| ---------------------------------------- | ------- | -------- |
| Gaon Weekly Album Chart                  | 1       | 2        |
| Australian Albums (ARIA)                 | 16      | –        |
| Austrian Albums (Ö3 Austria Top 40)      | 14      | –        |
| Belgian Albums (Ultratop Flanders)       | 39      | 164      |
| Belgian Albums (Ultratop Wallonia)       | 94      | 164      |
| Croatian International Albums (HDU)      | 4       | –        |
| Finnish Albums (Suomen virallinen lista) | 25      | –        |
| French Albums (SNEP)                     | 163     | –        |
| German Albums (Offizielle Top 100)       | 16      | –        |
| Hungarian Albums (MAHASZ)                | 22      | –        |
| Oricon Weekly Album Chart (Japonia)      | 1       | –        |
| Billboard Japan Hot Albums               | 9       | 3        |
| Scottish Albums (OCC)                    | 11      | –        |
| Spanish Albums (PROMUSICAE)              | 65      | –        |
| Swiss Albums (Schweizer Hitparade)       | 37      | 94       |
| UK Digital Albums (OCC)                  | 40      | –        |
| Billboard 200                            | 3       | –        |
| World Albums (Billboard)                 | 1       | –        |

## Sprzedaż

### Sticker
| Kraj             | Sprzedaż  |
| ---------------- | --------- |
| Korea Południowa | 2 434 894 |
| Japonia          | 52 382+   |
| USA              | 140 000   |

### Favorite
| Kraj             | Sprzedaż |
| ---------------- | -------- |
| Korea Południowa | 934 986+ |